# Pseudoterpna algirica
Pseudoterpna algirica är en fjärilsart som beskrevs av Eugen Wehrli 1930. Pseudoterpna algirica ingår i släktet Pseudoterpna och familjen mätare. Inga underarter finns listade.